# TCL Corporation
TCL Technology Group Corporation (in cinese semplificato: TCL科技集团公司; in cinese tradizionale: TCL科技集團公司; in pinyin: TCL kē jì jí tuán gōng sī) è un'azienda multinazionale cinese, che opera nella produzione di elettronica di consumo e di componenti elettronici, con sede a Huizhou, nel Guangdong.

## Storia
La TTK Electrical Appliances Co. Ltd (TTK电器有限公司) è stata fondata nel 1981 a  Huizhou, nel Guangdong, come joint venture tra il governo municipale di Huizhou e la Yuwo Electrical Products Ltd di Hong Kong, con paritetica partecipazione nelle quote. L'attività iniziale consisteva nella produzione di apparecchi per la registrazione sonora, che impiegava solo 42 dipendenti. Nel 1985, l'attività di TTK venne convertita a quella della produzione dei telefoni, e l'azienda divenne TCL Telecomunication Ltd (TCL電信通信有限公司). TCL deriva dall'espressione The Creative Life, ossia "la vita creativa" in lingua inglese.
Nel 1992, TCL crea in compartecipazione con la Hong Kong Great Wall Electronics Corporation la TCL International Electrical Appliance (Huizhou) Co. Ltd. (TCL國際電器（惠州）有限公司), per la produzione di televisori a colori. La joint venture diventa in brevissimo tempo il terzo produttore nazionale di apparecchi televisivi e si espande acquisendo nel 1996 due stabilimenti di produzione  nel Guangdong e nella Mongolia Interna. Nello stesso anno, l'attività di TCL nel settore della produzione dei televisori si rafforza attraverso la joint venture creata assieme a Wuxi Hongmei Television Factory, la TCL Digital Science & Technology (Wuxi) Co. Ltd. (TCL數位科學與技術（無錫）有限公司) con sede e stabilimento a Wuxi, nello Jiangsu. Nel 1998, TCL rileva una fabbrica di televisori in Vietnam di proprietà della Luks Group di Hong Kong. Nello stesso anno l'azienda di Huizhou avvia la diversificazione delle attività facendo ingresso nei settori della telefonia mobile e dell'informatica. Nel 1999, le attività della produzione dei televisori vengono conferite ad una nuova società, la TCL Multimedia Technology Holdings Limited, con sede a Hong Kong e quotata nella relativa Borsa di Hong Kong.
A partire dalla fine degli anni novanta, TCL aveva avviato una politica di espansione internazionale, creando la relativa divisione dedicata alle esportazioni nel 1998. L'azienda cinese penetrava gradualmente nei mercati esteri attraverso l'esportazione di televisori OEM, e nel 2002, compie la seconda acquisizione all'estero, la tedesca Schneider. L'anno seguente, nel 2003, assieme alla francese Thomson crea la joint-venture TCL-Thomson Electronics Co. Ltd. (TTE, TCL-汤姆森电子有限公司), partecipata al 67% dai cinesi, il cui accordo stabiliva che i televisori prodotti sarebbero stati commercializzati con il marchio TCL in Asia e con i marchi Thomson in Europa e RCA in Nord America. Nel luglio del medesimo anno, il presidente di TCL, Li Dongsheng, annunciava la nuova strategia soprannominata 'Piano Dragone e Tigre', con l'obiettivo di individuare due settori in cui TCL potesse competere a livello mondiale ("Dragoni") e tre settori in cui essere leader nel mercato cinese ("Tigri"). Nell'aprile 2004, TCL e la francese Alcatel-Lucent annunciano la creazione di una società compartecipata per la produzione di telefoni cellulari, chiamata Alcatel Mobile Phones. L'investimento di TCL nella nuova azienda è di 55 milioni di euro, ottenendo il 55 per cento delle azioni. Nello stesso anno, la società viene quotata alla Borsa di Shenzhen. Nel maggio 2005 , TCL rileva il 45% posseduto da Alcatel nella joint venture, e utilizzerà il marchio francese fino al 2012.
Nell'aprile 2008, TCL e Samsung Electronics siglano un accordo con cui la multinazionale sudcoreana affida a TCL la produzione di alcuni componenti per i suoi televisori LCD. Tre mesi più tardi, a luglio, annuncia un aumento di capitale di 1,7 miliardi di yuan (200 milioni di euro) per finanziare la costruzione di due linee di produzione per televisori LCD: una per schermi fino a 42 pollici e l'altra per schermi fino a 56 pollici. A quell'anno il numero complessivo di televisori LCD venduti è di 4,1 milioni di unità, più del triplo rispetto al 2007. L'anno seguente, nel 2009, TCL annuncia un progetto per raddoppiare la capacità produttiva di televisori LCD TV, per raggiungere i 10 milioni di unità all'anno. Nel novembre 2009 TCL annuncia la creazione di una compartecipazione con l'amministrazione di Shenzhen per la costruzione di una fabbrica per la produzione di schermi LCD TFT di nuova generazione; il costo dell'operazione sarebbe stato di 3,9 miliardi di dollari.
Nel marzo 2010, la controllata TCL Multimedia ha effettuato un aumento di capitale per un valore di 525 milioni di dollari di Hong Kong, per poter finanziare lo sviluppo delle attività nella produzione di LCD e LED. Nello stesso anno, TCL è il venticinquesimo produttore di elettronica al mondo, e il sesto produttore di televisori (dopo Samsung, LG, Sony, Panasonic e Sharp), e alla fine del 2012 ha raggiunto il quarto posto, dietro a Samsung, LG e Sony.
Nel 2012, TCL si è alleata con il gigante svedese dell'arredamento IKEA per la fornitura dell'elettronica necessaria nel sistema integrato di HDTV e home theater chiamato Uppleva.
Nel gennaio 2013 TCL ha acquistato il celebre teatro cinese Grauman a Hollywood, rinominandolo TCL Chinese Theatre.
Alla fine del 2014 TCL, attraverso la sua filiale Alcatel One Touch, ha acquisito il marchio "Palm" da Hewlett-Packard, che aveva assorbito la Palm nel 2010.
Nel 2016, attraverso la TCL Electronics (ex TCL Multimedia), crea in Brasile assieme alla SEMP la joint venture SEMP TCL, per lo sviluppo, la produzione e la commercializzazione di televisori a marchio TCL in America Latina. Nel 2020, TCL diventa socio di maggioranza di SEMP-TCL aumentando la sua quota di partecipazione fino all'80%.

## Informazioni e dati

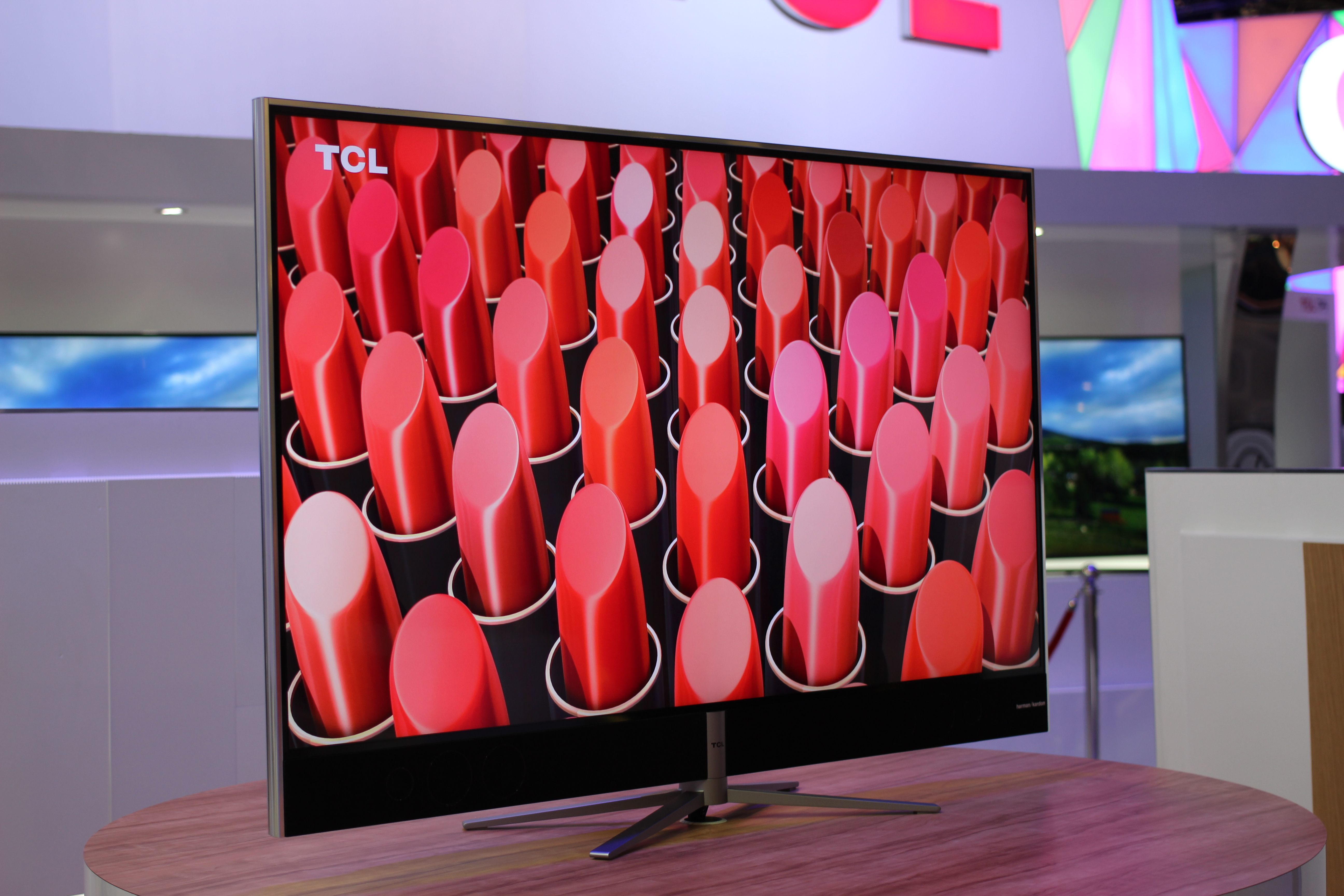
Televisore TCL modello H9700 55”

TCL Technology Group Corporation, azienda multinazionale con sede a Shenzhen, nel Guandong, opera nei settori industriale e finanziario attraverso le sue controllate. Il suo core business è rappresentato dall'elettronica di consumo, con la controllata TCL Electronics Holding Limited che produce e commercializza televisori LED, subwoofer, smartphone, tablet e lavatrici. La seconda maggiore attività del Gruppo è rappresentata dalla produzione di componenti elettronici, di dispositivi per la connessione di rete e di pannelli a cristalli liquidi, questi ultimi attraverso la China Star Optoelectronics Technology Co., Ltd.
Nel 2020, il Gruppo ha realizzato un fatturato di 118,7 miliardi di yuan (18,3 miliardi di dollari statunitensi, 15,4 miliardi di euro), un utile netto di 7,2 miliardi (1,1 miliardi di dollari statunitensi, 930 milioni di euro), e impiegava complessivamente 82.626 dipendenti. La commercializzazione dei prodotti avviene in oltre 160 paesi nel mondo attraverso le 40 filiali commerciali, mentre la produzione si svolge in 22 stabilimenti sparsi in Cina e all'estero, e la progettazione in 28 centri di ricerca e sviluppo.
TCL è la seconda azienda al mondo per numero di apparecchi televisivi venduti, con 32 milioni di pezzi nel 2019 ed una quota di mercato a livello globale del 13%.

## Tecnologia
Nel 2020, TCL ha introdotto una tecnologia di display innovativa conosciuta come Nxtpaper, caratterizzata dalla riduzione della luce blu e dalle capacità antiriflesso, mirata a migliorare il comfort visivo.